# Klaus Trostorff

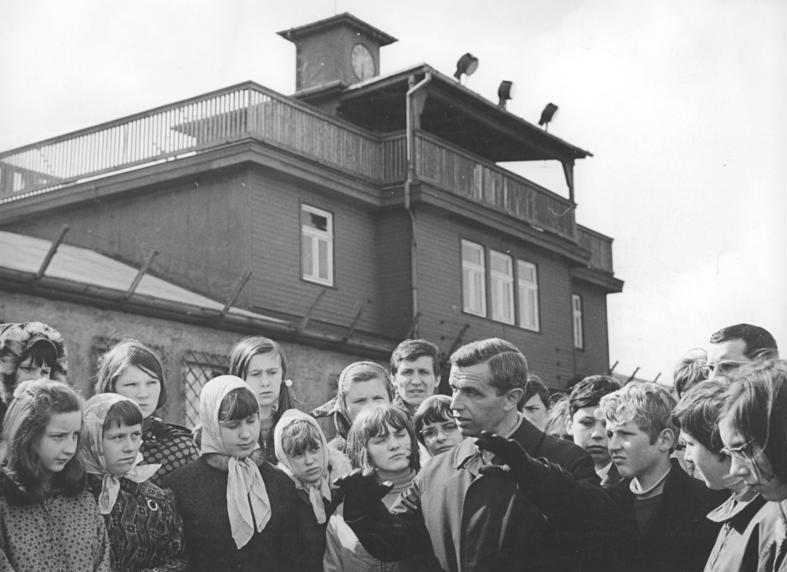
4. April 1970: Der Direktor der Mahn- und Gedenkstätte Buchenwald erklärt Teilnehmern der Jugendweihe-Vorbereitung sein Erleben des Aufstands der Häftlinge im April 1945

Klaus Trostorff (* 12. November 1920 in Breslau; † 7. August 2015 in Erfurt) war ein deutscher Widerstandskämpfer gegen das NS-Regime und Direktor der Nationalen Mahn- und Gedenkstätte Buchenwald.

## Leben
Trostorff stammte aus der Familie eines Zimmermanns und Gesangslehrers. Erzogen wurde er vor allem von seiner Mutter und der Großmutter. Seine Großmutter war Mitglied der SPD, hat zusammen mit Rosa Luxemburg Nationalökonomie gelehrt und war die erste sozialdemokratische Stadträtin in Breslau. Seine Mutter war seit 1918 Mitglied in der Sozialdemokratischen Partei. Er besuchte eine Volks- und Mittelschule und trat danach eine Lehre zum Kaufmann an. Während des Zweiten Weltkrieges wurde er zum Schienenlegen bei der Reichsbahn dienstverpflichtet und auch einmal als Orthopädiemechaniker. Als er sich 1943 in einem Kreis junger Leute mit ihnen über die Propagandaerfolge Hitlers austauschte, wurde er an die Gestapo verraten. Nach sechswöchiger Gestapohaft wurde er im KZ Buchenwald interniert und musste im Fritz-Sauckel-Rüstungswerk Zwangsarbeit leisten. Er war im Block 1 bei den sowjetischen Kriegsgefangenen untergebracht. Dorthin war er zur Strafverschärfung verlegt worden „wegen staatsfeindlicher Tätigkeit und sowjetfreundlicher Einstellung.“ 1944 erlebte er die Bombardierung mit und wie am 11. April 1945, kurz vor Eintreffen der 3. US-Armee, wie die mittlerweile bewaffneten Mitglieder des Lagerwiderstandes nach der Flucht der SS-Wachmannschaften vor der US-Armee die Kontrolle über das Lager übernahmen.
Trostorff ging im Juni 1945 zurück nach Breslau. Er fand seine Mutter, die im KZ Groß-Rosen inhaftiert gewesen war. Der Vater war bei einem Bombenangriff ums Leben gekommen.
Aus dieser Zeit berichtete er von einem besonderen Erlebnis:

„Eines Tages wollten wir außerhalb der Stadt Kartoffeln aus Mieten holen. Ein sowjetischer Offizier sagte: Erst mal arbeiten! Ich hatte keine Lust, ich hatte in den letzten Jahren genug gearbeitet. Plötzlich stürzte ein russischer Soldat auf mich zu, umarmt mich: ‚Nikolai‘! – Russisch für Klaus. Es war einer von denen aus meiner Baracke, in der er gelebt hatte. Ich mußte essen, trinken …“

Mit einem Omnibus der Roten Armee fuhr er nach Thüringen zurück und kam im August 1945 nach Erfurt, wo er bis zu seinem Tod wohnte. In Weimar wollte er nach den Jahren in Buchenwald nicht leben. Er wurde Mitglied der Sozialistischen Einheitspartei Deutschlands (SED) und ließ sich danach in einem Kursus zum Neulehrer ausbilden. Im Jahre 1948 fing er an zu studieren: Jura, sein Jugendtraum, und Gesellschaftswissenschaften an der Friedrich-Schiller-Universität Jena. Nach diesem Studium ging er in den Staatsapparat, wurde politischer Mitarbeiter der SED-Landesleitung Thüringen, der Bezirksleitung Erfurt, einmal stellvertretender Bürgermeister und Bürgermeister von Erfurt. Im September 1969 wurde er der Direktor der ersten Nationalen Mahn- und Gedenkstätte in der DDR in Buchenwald. Er arbeitete gern hier, um Menschen davon zu überzeugen, wie wichtig es ist, dafür einzutreten, dass Faschismus und Krieg nie wieder eine Chance bekommen.
Sein Enkel Steffen gehört zu jenen, die im Jahre 2005 symbolisch das Vermächtnis der Überlebenden vom Internationalen Buchenwald-Komitee übernahmen – und den Schwur erneuerten, den die Häftlinge am 19. April 1945 abgelegt hatten: „Die Vernichtung des Nazismus mit seinen Wurzeln ist unsere Losung. Der Aufbau einer neuen Welt des Friedens und der Freiheit ist unser Ziel.“
Trostorff war Mitglied der Zentralen Leitung des Komitees der antifaschistischen Widerstandskämpfer.

## Ehrungen
- 1979 Vaterländischer Verdienstorden der DDR
- 1985 Vaterländischer Verdienstorden in Gold[4]

## Veröffentlichungen
- Buchenwald, ich kann dich nicht vergessen, darin: Lebensbild. Reihe: Texte der RLS, Bd. 35, ISBN 978-3-320-02100-9
- Antifaschistische Kunst in der DDR, Nationale Mahn- und Gedenkstätte Buchenwald, Weimar 1988
- Die politische Abteilung im Terrorsystem des KZ Buchenwald, NMG, Weimar-Buchenwald 1984
- Buchenwald, Deutscher Verlag d. Wiss., Berlin 1983
- Kalendarium über Ereignisse und Tatsachen im Konzentrationslager Buchenwald / 16. Juli 1937 – August 1939, 1976

## Film
- FBW002651. Documentary. Country / Year: German Democratic Republic, 1982. Original Title SONST WÄREN WIR VERLOREN… BUCHENWALDKINDER BERICHTEN. Other Title(s): STÄRKE DER ÜBERLEBENDEN [AT]. Directed by Peter Rocha. Produced by DEFA-Studio für Dokumentarfilme (Gruppe Effekt), Berlin/Ost; for Fernsehen der DDR, Berlin/Ost. Staff: Editor: Siegfried Hanusch, Hans-Jürgen Lehmann; Production manager: Michael Sohre; Script: Mira Lüders, Hans-Jürgen Lehmann, Siegfried Hanusch, Peter Rocha; Script supervision: Siegfried Hanusch; Text: Janusz Korczak, Johann Wolfgang Goethe, Georg Maurer, Christa Müller; Camera: Peter Milinski; Assistent cameraman: Heinz Schendzielorz; Process camera: Jürgen Bahr; Editing: Viktoria Dietrich; Assistant editing: Edeltraud Theurig; Sound: Carsten Gebhardt, Lutz Laschet; Mixing: Eberhard Schwarz (Tonmischung); Narration: Peter Sturm, Dirck Waeger, Helena Muehe; Consultant: Klaus Trostorff, Heinz Albertus; Special thanks: Vera Rückert, Heinz Albertus. Mentioned: Bruno Apitz; Robert Siewert; Karl Müller; Emil Schulze. Statement(s) by Franz Leitner; Jerzy Stefan Zweig; Günther Pappenheim; Robert Siewert; Gregori I. Krav*3cenko. Length: 500 m / 45′35″. Format: 16mm/farbe/1:1,37. Dates: - 10 Apr 1983: First broadcast[5]